# Titularbistum Vicus Augusti
Vicus Augusti (ital.: Vico di Augusto) ist ein Titularbistum der römisch-katholischen Kirche.
Der antike Bischofssitz lag in Byzacena, einer Provinz des Römischen Reiches.
| Titularbischöfe von Vicus Augusti |                              |                                                    |                  |                |
| Nr.                               | Name                         | Amt                                                | von              | bis            |
| 1                                 | Nikol Joseph Cauchi          | Weihbischof in Gozo (Malta)                        | 24. Februar 1967 | 20. Juli 1972  |
| 2                                 | Giulio Salimei               | Weihbischof in Rom (Italien)                       | 6. Oktober 1973  | 3. Januar 1998 |
| 3                                 | Alberto Campos Hernández OFM | Apostolischer Vikar in San José de Amazonas (Peru) | 17. Januar 1998  |                |